# Campeonato Asiático de Taekwondo de 1976
El II Campeonato Asiático de Taekwondo se celebró en Melbourne (Australia) en 1976 bajo la organización de la Unión Asiática de Taekwondo.
En total se disputaron en este deporte ocho pruebas diferentes, todas ellas en la categoría masculina.

## Resultados

### Masculino
| Evento | Oro                         | Plata                         | Bronce                                           |
| ------ | --------------------------- | ----------------------------- | ------------------------------------------------ |
| –48 kg | Choi Yoon-Ki Corea del Sur  | Roberto Evangelista Filipinas | Chia Pheng Pheng Singapur Brendan Drew Australia |
| –53 kg | Kim Yong-Ki Corea del Sur   | Paul Cabatingan Filipinas     | Chee Hong Yau Australia Aw Chong Tiong Malasia   |
| –58 kg | Son Tae-Hwan Corea del Sur  | Abdul Hamid Malasia           | Jaime Martin Filipinas Peter Robinson Australia  |
| –63 kg | Kim Moo-Chun Corea del Sur  | Kwong Lye Malasia             | Narcisco Erana Filipinas Martin Hall Australia   |
| –68 kg | Choi Jae-Chun Corea del Sur | Michael Adey Australia        | Adrian Nair Nueva Zelanda Lum Chiang Fai Malasia |
| –74 kg | Yoo Yong-Hap Corea del Sur  | John Soh Tiong Singapur       | Brad McDonald Australia Ramon Tui Filipinas      |
| –80 kg | Kim Chul-Hwan Corea del Sur | Colin Handley Australia       | Vitaly Lian Singapur Coi Peng Shew Malasia       |
| +80 kg | Kim Duk-Soo Corea del Sur   | Shane Bray Australia          | Elmer Pato Filipinas Harry Singh Singapur        |

## Medallero
| Núm. | País          | Oro | Plata | Bronce | Total |
| ---- | ------------- | --- | ----- | ------ | ----- |
| 1    | Corea del Sur | 8   | 0     | 0      | 8     |
| 2    | Australia     | 0   | 3     | 5      | 8     |
| 3    | Filipinas     | 0   | 2     | 4      | 6     |
| 4    | Malasia       | 0   | 2     | 3      | 5     |
| 5    | Singapur      | 0   | 1     | 3      | 4     |
| 6    | Nueva Zelanda | 0   | 0     | 1      | 1     |
|      | TOTAL         | 8   | 8     | 16     | 32    |